# NGC 7251
NGC 7251 est une galaxie spirale située dans la constellation du Verseau. Sa vitesse par rapport au fond diffus cosmologique est de 4 533 ± 24 km/s, ce qui correspond à une distance de Hubble de 66,9 ± 4,7 Mpc (∼218 millions d'al). NGC 7251 a été découverte par l'astronome germano-britannique William Herschel en 1793.

## Groupe de NGC 7300
Selon A. M. Garcia, NGC 7251 fait partie du groupe de NGC 7300. Ce groupe de galaxies renferme au moins cinq membres. Les autres galaxie sont NGC 7298, NGC 7300, MCG -3 -57 -1 et MCG -3 -57 -8.
Mais, selon le professeur Seligman, ce groupe compte huit galaxies, soit NGC 7251, NGC 7255, NGC 7298, NGC 7300, PGC 68593 (MCG -3-57-1) PGC 68958, (MCG -3-57-8), PGC 69000 et PGC 170932.
L'inclusion de PGC 68958 au groupe de NGC 7300 vient sans doute d'une erreur de la base de données Simbad. En effet, selon Simbad, la vitesse radiale de cette galaxie est de 4 894 ± 39 km/s, vitesse semblable à celles des autres galaxies du groupe. La référence indiquée par Simbad pour cette valeur ne montre que deux galaxies très lointaines (2MASX J01062264+0058518 et 	MCG+07-34-045).